# 呂奇
呂奇（英語：Lui Kei，1939年3月3日—2024年4月），本名湯覺民，生於廣東臺山。香港粵語片演員、編劇、導演。從1960到1980年代，呂奇先後演出近100部電影，包括多部色情電影，他也是香港首位色情露毛三級片導演。

## 生平
1939年，吕奇在廣東台山出生，出身於法律世家。1949年來香港，就讀於香港威靈頓英文中學並以中五畢業。
1959年，他考入中聯演員訓練班，翌年7月與胞妹李敏（1941年出生），一同加入邵氏兄弟粵語片組，參演首作為《九命奇冤》（1960），同年主演了《睡公主》及《戀愛與貞操》，九命奇冤是他第一部主演的電影。
1964年邵氏結束粵語片組前，高烽出資創辦海洋影業公司，拍攝《公子多情》（1965）捧呂奇當主角，呂奇由1959年進入影圈七年才終於憑《公子多情》走紅，並有「多情小生」稱號。接著，他主演《情人的眼淚》（1966），並首次編寫劇本。
1965年，呂奇與邵氏電影的合約到期後自組廿一世紀影業公司，初時兼任編劇，後來掌執導之職。自編自演電影《情人的眼淚》（1966) 喜劇《通天曉》（1966），《莫忘今宵》（1966）、《人海奇花》（1967）與《難忘初戀》（1967）都是黃堯導演、他編劇兼主演的作品。其他演出的有《影迷公主》（1966）、《姑娘十八一朵花》（1966）、《迷人小鳥》（1967）、《玉女添丁》（1968）及《霧美人》（1968）、《我愛紫羅蘭》（1966）、《玉女神偷》（1967）及《獨臂神尼》（1969）等。當時，呂奇常與曾簽約同公司的女星陳寶珠一同主演多部青春文藝片，遂造就二人經典熒幕情侶形象，亦為二人事業高峰。二人亦因多次合作而曾一度交往。
1969年，他首次執導《蔓莉蔓莉我愛你》，並兼編劇與主演。之後他還執導了約三十多部電影，較著名祇有《娘惹之戀》（1969）、《偷心賊》及《郎如春日風》（1969），其餘均是大量色情露毛片。
1969年6月4日中午12時許，呂奇自九龍馬頭圍露明道16號3樓寓所外出工作，當步行樓梯至2樓時，突然遇見一名22歲、手持載有鏹水的銻煲的上海籍男子王金星。王金星大聲喝令呂奇止步，並以利器要挾呂奇交出手錶及袋中錢財不果，其後呂奇伺機從梯級狂奔而下，王則把載有鏹水的銻煲擲向呂奇。呂奇因而遭鏹水淋傷手腳，下樓後剛巧遇上救護車，並被送往伊利沙伯醫院求醫接受治療。王金星後亦同樣送往伊利沙伯醫院留醫，並於6月6日由醫院附近的南九龍裁判司署法官前往醫院過堂。事件發生後，呂奇時任女友陳寶珠，以及影壇好友包括演員南紅、高魯泉、鍾叮噹、張英才和導演黃堯、陳雲均相繼前往醫院探望呂奇。
六十年代末粵語片陷於低潮，他轉拍國語片，創辦影藝影片公司拍攝《金屋淚》（1971），不過票房極差。之後再執導《丹麥嬌娃》（1973）、《香港式的偷情》（1973）、《蕩女奇行》（1973）等。
1974年，他更自組創辦金禾（呂奇）製作組，以30萬一部替邵氏包拍電影，專門執導及製作露毛三級電影。如《丹麥嬌娃》、《財子、名花、星媽》（1977）、《夠格女郎》（1979）、《怨婦、狂娃、瘋殺手》（1980）等皆出自其公司，其中《財子、名花、星媽》更是香港首齣“露毛”色情片。
八十年代，金禾公司連續出品的多部色情片，其影片多借諷剌社會為名，賣弄色情為實，而且越來越市井低俗，如《叻女正傳》（1981）《追男仔》（1982）。其作品經常被人拿來與風月片大導演李翰祥的電影作比較，李翰祥是藝術美感風月片，而呂奇的被評為低俗三級片，而且題材日漸枯竭，口碑及票房越來越差。他栽培的演員包括苗嘉麗、艾蒂、艾迪，及其第二任脫星妻子凌黛等。
1987年，他在最後一部導演的色情作品《命帶桃花》後退出演藝圈，和太太隱居臺灣，经营股票生意，和物业收租。曾有傳聞指，呂奇目前在台灣當的士司機，但他本人在2003年接受新城電台長途電話訪問時否認此事。
2024年11月19日，香港資深傳媒人汪曼玲在其youtube頻道影片透露：她在同年3、4月收到來自臺灣及香港也同屬呂奇的親友消息，內容稱呂奇已逝世。

## 家庭
呂奇有一胞妹李敏，原名湯逸霞，1941年12月5日出生。1967年9月5日，25歲的李敏與建築師何文駿結婚。

## 電影作品
副導演（1部）
- 情人的眼淚（1966年）

導演（29部）

| - 郎如春日風（1969年） - 蔓莉蔓莉我愛你（1969年） - 娘惹之戀（1969年） - 偷心賊（1970年） - 金屋淚（1971年） - 蕩女神偷（1972年） - 蕩女奇行（1973年） - 丹麥嬌娃（1973年） - 香港式的偷情（1973年） - 女人面面觀（1974年） | - 瘋狂大笨賊（1974年） - 巴黎艷遇（1975年） - 墮落經（1975年） - 神女蕩婦綽頭王（1975年） - 男妓女娼（1976年） - 名女人奇異錄（1976年） - 財子名花星媽（1977年） - 變態女殺手（1977年） - 非男飛女（1978年） - 名流浪女夠羌妹（1979年） | - 夠格女郎（1979年） - 怨婦、淫娃、瘋殺手（1980年） - 串女人渣妙嬌娃（1981年） - 叻女正傳（1981年） - 追男仔（1982年） - 追女卅六房（1982年） - 大鱷群英（1984年） - 偷情四響砲（1985年） - 命帶桃花（1987年） |

編劇（32部）

| - 莫忘今宵（1966年） - 情人的眼淚（1966年） - 通天曉（1966年） - 人海奇花（1967年） - 難忘初戀（1967年） - 給我一個吻（1968年） - 蔓莉蔓莉我愛你（1969年） - 娘惹之戀（1969年） - 郎如春日風（1969年） - 偷心賊（1970年） - 金屋淚（1971年） | - 蕩女神偷（1972年） - 蕩女奇行（1973年） - 香港式的偷情（1973年） - 丹麥嬌娃（1973年） - 女人面面觀（1974年） - 瘋狂大笨賊（1974年） - 巴黎艷遇（1975年） - 神女蕩婦綽頭王（1975年） - 墮落經（1975年） - 名女人奇異錄（1976年） - 男妓女娼（1976年） | - 財子名花星媽（1977年） - 變態女殺手（1977年） - 非男飛女（1978年） - 名流浪女夠羌妹（1979年） - 夠格女郎（1979年） - 怨婦、淫娃、瘋殺手（1980年） - 叻女正傳（1981年） - 追女卅六房（1982年） - 大鱷群英（1984年） - 命帶桃花（1987年） |

執行監製（1部）
- 猴子兵華山救駕（1963年）

演員（96部）

| - 殺人者死（1960年）... 陳仲華 - 睡公主（1960年）... 蘇嘉利王子 - 九命奇冤（1960年）... 陳湛森 - 戀愛與貞操（1960年）... 馬俊祥 - 苦海孤雛（1960年）... 李先生 - 失蹤的少女（1961年）... 鄧泉 - 血酒黑龍街（1961年） - 情場烏龍（1961年）... 李俊 - 神童奪寶（1961年）... 阿葛／阿幹 - 慈母手中線（1961年）... 余尚富 - 女人世界（1963年）... 周錦 - 枕邊驚魂（1963年）... 黎偉文（客串） - 艷鬼緣（1964年）... 陳嘉禾 - 大飯店（1964年）... 梁偉 - 鬼新娘（1964年）... 韓仲文 - 女大女世界（1964年）... 黃大德 - 南北兩親家（1964年）... 吳繼望 - 頭獎馬票（1964年）... 油漆明 - 瘋婦（1964年）... 西醫 - 公子多情（1965年）... 鍾學文 - 毒降頭（1965年）... 楊剛 - 女生外向（1965年）... 王卓倫 - 影迷公主（1966年）... 江浩 - 情人的眼淚（1966年）... 江志遠 - 小康之家（1966年）... 徐日升 - 通天曉（1966年）... 龔天曉 - 第一號女探員（1966年）... 文慶昌 - 斷臂神龍劍（1966年）... 甘鳳池 - 莫忘今宵（1966年）... 上官念慈 - 如花美眷（1966年）... 趙福根 - 哪宅收七妖（1966年）... 劉文經 - 我愛紫羅蘭（1966年）... 劉大衛 | - 喜結良緣（1966年）... 張振強 - 姑娘十八一朵花（1966年）... 陳子英 - 玉女親情（1967年）... 施漢威 - 血染鐵魔掌（1967年）... 胡兆俊 - 人海奇花（1967年）... 鄭志聲 - 歡樂歌聲處處聞（1967年）... 姚志強 - 莫負青春（1967年）... 符世傑 - 花月佳期（1967年）... 林志華 - 廣播皇后（1967年）... 周逸文 - 情花朵朵開（1967年）... 程天雁 - 難忘初戀（1967年）... 呂文傑 - 兔女郎（1967年）... 黃達偉 - 玉女神偷（1967年）... 李傑 - 無敵女殺手（1967年）... 鄭偉倫 - 迷人小鳥（1967年）... 鄭國全（客串） - 情種（1967年）... 孫冠元 - 金色聖誕夜（1967年）... 江平 - 黛綠年華（1967年）... 劉仲年 - 情竇初開（1967年）... 張柏年 - 玉面女殺星（1967年）... 施威 - 玉女金剛（1967年）... 高天任 - 一見痴情（1967年）... 金仲鳴 - 愛他、想他、恨他（1968年）... 王家良 - 玉女心（1968年）... 呂天華 - 四色復仇劍（1968年）... 司馬青平 - 紅鸞星動（1968年）... 齊子民 - 俠聖（1968年）... 祁劍青 - 滿園春色（1968年）... 王志輝 - 花樣的年華（1968年）... 江兆華／華倫天 - 春光無限好（1968年）... 陳碧天 - 給我一個吻（1968年）... 余志剛 - 霧美人（1968年）... 黎向陽 | - 玉女添丁（1968年）... 陶國全 - 獨眼俠（1968年）... 霍劍平 - 紅葉戀（1968年）... 陶樹南 - 梅蘭菊竹（1968年）... 周偉才 - 獨臂神尼（1969年）... 華雲表 - 郎如春日風（1969年）... 上官采華 - 娘惹之戀（1969年）... 程偉信／程天雁 - 獨眼俠獨闖江湖（1969年）... 霍劍平 - 成家立室（1969年） - 龍飛鳳舞（1969年）... 元龍 - 四鳳求凰（1969年）... 宋國始 - 蔓莉蔓莉我愛你（1969年）... 司馬國斌 - 銅皮鐵骨（1969年）... 齊世傑 - 玫瑰芍藥海棠紅（1969年）... 王達齡 - 神貓（1969年）... 司徒詠春 - 花月爭輝（1969年）... 馬文俊 - 神探一號（1970年） - 偷心賊（1970年）... 潘志偉 - 蕩女神偷（1972年） - 香港式的偷情（1973年）... 小白臉 - 女人面面觀（1974年）... 王先生 - 瘋狂大笨賊（1974年）... 玩家 - 緣帽唔怕戴（1975年） - 巴黎艷遇（1975年） - 墮落經（1975年） - 神女蕩婦綽頭王（1975年）... 李志忠 - 名女人奇異錄（1976年）... 導演 - 男妓女娼（1976年） - 變態女殺手（1977年） - 大鱷群英（1984年） - 男女方程式（1984年） |

## 電影風格
呂奇導演的粵語片，喜歡分析社會問題，例如《色情與道德》，主題上強調「女性的墮落」不是因為該群女性的道德上有問題，實情是被社會逼害，例如父母貪錢、給黑社會操控、男友又騙財騙色。
呂奇某個時期的電影，給學者分類為港產色情片，這批電影對白上是清教徒的說教，影像上出現的是女性性感肉彈。 

## 影視媒體形象

### 電影
- 《92黑玫瑰對黑玫瑰》：1992年電影，由梁家輝飾演呂奇。
- 《精裝難兄難弟》：1997年電影，由羅嘉良飾演李奇，影射呂奇。

### 電視
- 《難兄難弟》：1997年電視劇，由羅嘉良飾演李奇。
- 《難兄難弟之神探李奇》：1998年電視劇，由羅嘉良飾演李奇。
- 《皆大歡喜》：2003年電視劇，由李國麟飾演石大奇，原型為呂奇。
- 《荃加福祿壽》：2010年綜藝節目，由李思捷扮演奇哥，模仿呂奇。
- 《荷里活有個大老千》：2019年電視劇，由蔡瀚億飾演舒奇，原型為呂奇。

## 另見
- 羅浩楷
- 金燕玲
- 中聯影業公司
- 香港娛樂圈
- 邵音音

## 外部連結
- 呂奇在互联网电影资料库（IMDb）上的資料（英文）（英文）
- 呂奇在香港影庫上的簡介
- 呂奇在豆瓣上的资料（简体中文）
- 呂奇在时光网上的簡介（简体中文）